# Backyard Football
Backyard Football es un videojuego de deportes, más específicamente fútbol americano, desarrollado y publicado por Humongous Entertainment. Es la tercera entrega de la franquicia Backyard Sports y la primera entrega de la serie Backyard Football. Backyard Football fue el primer título de Backyard Sports que incluyó equipos de una liga importante y jugadores de deportes de la vida real, lo que se convertiría en una tradición que seguirían casi todos los demás juegos de Backyard Sports. Backyard Football se lanzó para Microsoft Windows y Mac a través de un CD-ROM híbrido el 28 de octubre de 1999. El juego fue seguido por varias secuelas y se planea un relanzamiento de Backyard Football, retitulado como Backyard Football '99, que se lanzará en Steam en el futuro. Steve Young aparece en la portada del juego del lanzamiento original, redibujado como un niño.

## Jugabilidad
Backyard Football es un videojuego de deportes, más específicamente fútbol americano, de cinco contra cinco, diseñado para que los niños lo puedan usar fácilmente. El juego contiene tres modos de juego: Juego individual, Juego de temporada y Juego en línea. Los registros del Salón de la Fama y las tarjetas de los jugadores también son visibles en la pantalla de inicio.
Al jugar un solo partido, el jugador puede seleccionar uno de los cinco campos de fútbol jugables, ajustar las condiciones climáticas del juego y jugar contra la IA u otro jugador. Junto con los 30 «Backyard Kids», Backyard Football incluye ocho versiones jóvenes de jugadores de la National Football League (NFL) como personajes jugables, siendo Randall Cunningham, Jerry Rice, Brett Favre, Barry Sanders, John Elway, Dan Marino, Steve Young y Drew Bledsoe. Otras características son la posibilidad de elegir equipos de la NFL de la temporada 1999, y la opción de crear un jugador personalizado para jugar en un partido. Los comentarios jugada por jugada los realiza Sunny Day con el comentarista ficticio Chuck Downfield. El jugador tiene muchas jugadas ofensivas y defensivas para elegir, así como algunas jugadas de potenciación.
En el juego de temporada, el jugador crea un equipo de 7 jugadores usando la marca de la NFL o una marca de equipo personalizada a través de la «Backyard Football League», una liga de 16 equipos y cuatro divisiones basada en la Liga Nacional de Fútbol. Si el equipo logra ganar su división o ser un comodín de la conferencia, puede calificar para los playoffs, donde el equipo del jugador puede intentar vencer al otro campeón de la conferencia en el «Super Colossal Cereal Bowl», una parodia del Super Bowl de la vida real. A lo largo del modo, el jugador puede seguir e imprimir las clasificaciones de la temporada, las estadísticas de los jugadores y los líderes de la liga. También pueden practicar el fútbol entre partidos contra un equipo de robots llamado Tackling Dummies.
En el juego en línea, los jugadores pueden conectarse a un sitio web, conocido como Junior Sports Network, lo que les permite jugar contra otras personas de todo el mundo. Este modo en línea, disponible únicamente en Windows, presenta muchos modos de dificultad y conjuntos de reglas diferentes. Esta función también se incluyó en Backyard Baseball 2001, pero se suspendió alrededor de 2002 con la adquisición de Humongous Entertainment por Infogrames y debido al subuso del modo.

## Desarrollo
En el evento E3 de 1999, Humongous Entertainment anunció acuerdos de licencia con la National Football League, así como con las Grandes Ligas de Béisbol y la Major League Soccer. Backyard Football, la tercera entrega de la franquicia Backyard Sports, es la primera en incluir versiones infantiles de deportistas profesionales como personajes jugables. Para promocionar el juego, Humongous Entertainment lanzó un programa de marketing, que incluía un comercial protagonizado por el jugador de la NFL Jerry Rice, así como sorteos para el Super Bowl XXXIV.

## Legado
La licencia de la NFL de Backyard Football condujo a que otros juegos de Backyard Sports incluyeran licencias deportivas, entre ellas Backyard Baseball 2001 y Backyard Soccer MLS Edition, que se lanzaron en 2000, tras el lanzamiento de Backyard Football. Backyard Football también generó una serie de secuelas, comenzando con Backyard Football 2002. En 2021, se puso a disposición un parche creado por fanes de Backyard Football con ScummVM que relanzó el juego en línea.
En 2024, el exjugador de fútbol profesional Jason Kelce anunció a través de su pódcast y el de su hermano Travis Kelce, New Heights, sus intenciones de adquirir la franquicia Backyard Sports, incluido el reinicio de Backyard Football y Backyard Baseball. Estos planes nunca se materializaron porque los derechos ya habían sido adquiridos en 2021 por los productores Ari Pinchot y Stuart Avi Savitsky. Más tarde, ese mismo año, la franquicia fue reiniciada por Playground Productions. Está previsto que Backyard Football sea remasterizado en Steam como Backyard Football '99 por Mega Cat Studios y Playground Productions como parte de un plan para reiniciar la franquicia Backyard Sports.

## Recepción
Backyard Football había recibido críticas positivas de los críticos. John Lee de MacHome calificó el juego con 4 de 5 estrellas, elogiando la jugabilidad y la inclusión de jugadores de la NFL, pero expresó su decepción por el hecho de que solo ocho de esos jugadores estuvieran incluidos en el juego. Lisa Karen Savignano de Allgame también calificó el juego con 4 de 5 estrellas, citando el buen uso de gráficos caricaturescos y el altísimo valor de rejugabilidad del juego. Greg Weston de Mac Gamer le dio un 90%, detallando la jugabilidad sencilla y el valor, pero criticando el modo en línea exclusivo para Windows y la repetitividad del juego.